# Micronacris
Micronacris is een geslacht van rechtvleugeligen uit de familie veldsprinkhanen (Acrididae). De wetenschappelijke naam van dit geslacht is voor het eerst geldig gepubliceerd in 1957 door Willemse.

## Soorten
Het geslacht Micronacris  is monotypisch en omvat slechts de volgende soort:
- Micronacris brachyptera (Willemse, 1957)